# Enicospilus fraucai
Enicospilus fraucai là một loài tò vò trong họ Ichneumonidae.